# 上海商学院
上海商学院（中国語: 上海商学院、英語: Shanghai Business School）は、中華人民共和国の上海市に属する市立大学である。

## 概要
1950年創設された。